# Keith Hernandez
Keith Hernandez (San Francisco, 20 ottobre 1953) è un ex giocatore di baseball statunitense.
Detiene il record di guanti d'oro vinti come prima base con 11 premi, conquistati consecutivamente dal 1978 al 1988. Divenne detentore del primato al suo ottavo riconoscimento nel 1985, condividendolo in quell'anno con George Scott.
Suo padre, John, ha militato nella Minor League con l'organizzazione dei Cardinals e degli Yankees negli anni 40.

## Carriera

### Inizi e Minor League (MiLB)

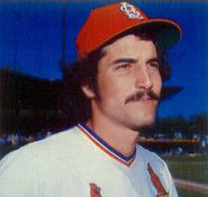
Hernandez sul finire degli anni 70

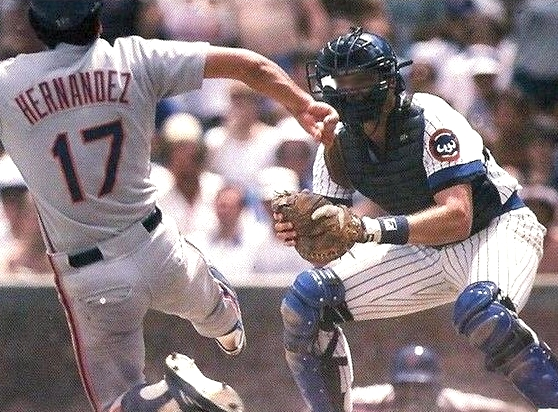
Hernandez con i Mets mentre scivola verso casa base, protetta dal ricevitore dei Cubs Jody Davis

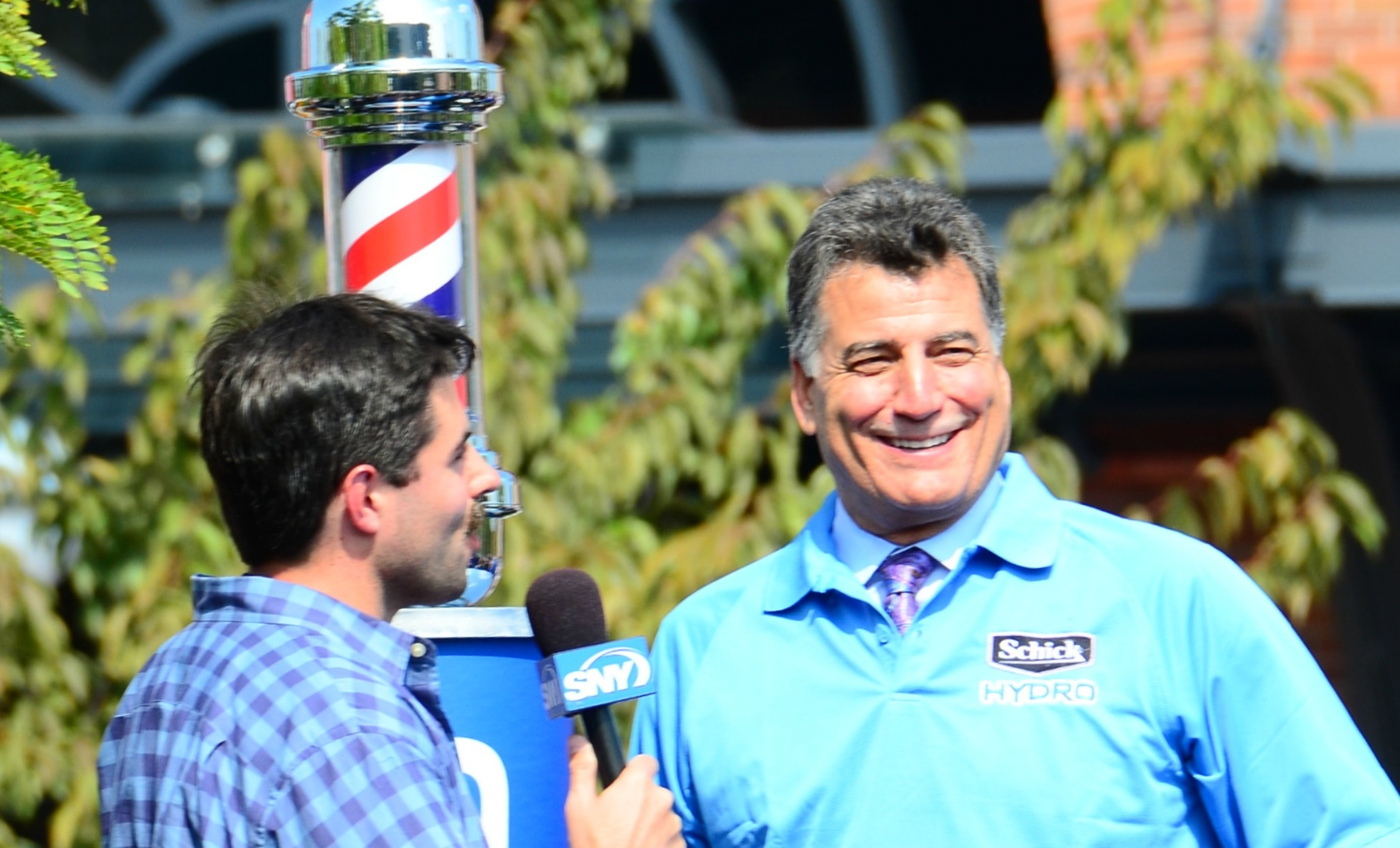
Hernandez intervistato dopo essersi rasato i suoi caratteristici baffi nel 2012

Nato a San Francisco in California e cresciuto nella sua area metropolitana tra Pacifica e Millbrae; Hernandez frequentò prima la Terra Nova High School di Pacifica e successivamente la Capuchino High School di San Bruno. Entrò nel baseball professionistico quando venne selezionato nel 42º turno del draft MLB 1971, dai St. Louis Cardinals. Venne assegnato nel 1972 alla classe A, giocando anche nella Tripla-A; mentre nel 1973 giocò in quest'ultima e nella Doppia-A, dove disputò la maggior parte degli incontri. Iniziò la stagione 1974 nella Tripla-A.

### Major League (MLB)
Hernandez debuttò nella MLB il 30 agosto 1974, al Candlestick Park di San Francisco contro i San Francisco Giants. Schierato come prima base titolare, apparve in quattro turni in battuta ottenendo in quest'ordine: una base su ball, uno strikeout, una base su ball e la prima valida, con cui ottenne anche il primo RBI. Concluse la stagione con 14 partite disputate nella MLB e 102 nella Tripla-A.
Il 25 maggio 1975 contro i Dodgers, colpì il suo primo fuoricampo, un home run da due punti. Chiuse la stagione con 64 presenze nella MLB e 85 nella Tripla-A. Nel 1976 partecipò esclusivamente alla stagione di Major League, giocando in 129 incontri.
Nel 1978 venne premiato con il guanto d'oro, il primo di undici consecutivi. Nel 1979 venne nominato MVP della National League. Nel 1980 gli venne invece assegnato il Silver Slugger Award, mentre nel 1982 conquistò le prime World Series, le none per la franchigia. 
Il 15 giugno 1983, i Cardinals scambiarono Hernandez con i New York Mets per Neil Allen e Rick Ownbey. Con i Mets vinse nuovamente le World Series nel 1986 e nello stesso anno ottenne per la nona volta in carriera il guanto d'oro, diventando così il giocatore di ruolo prima base con più guanti d'oro vinti nella MLB, record appartenuto fino a quel momento a George Scott a cui fu assegnato l'ottavo premio nel 1976. Durante la stagione regolare 1988, Hernandez fu limitato da un infortunio al tendine del ginocchio destro prendendo parte a sole 93 partite. Tuttavia nello stesso anno, ottenne l'undicesimo guanto d'oro, record attuale nel ruolo, e partecipò alle National League Championship Series, dove però i Mets furono eliminati per 4-3 dai Dodgers. Anche nel 1989 a causa di infortunio prese parte a meno partite, concludendo con 75. Divenne free agent al termine della stagione.
Il 7 dicembre 1989, Hernandez firmò con i Cleveland Indians, con cui disputò solamente 43 partite nella stagione 1990, annunciando il ritiro a fine stagione.

## Palmares

### Club
- World Series: 2

St. Louis Cardinals: 1982
New York Mets: 1986

### Individuale
- MVP della National League: 1

1979
- MLB All-Star: 5

1979, 1980, 1984, 1986, 1987
- Guanti d'oro: 11

1978-1988
- Silver Slugger Award: 2

1980, 1984
- Capoclassifica della NL in media battuta: 1

1979 (.344)
- Giocatore del mese: 2

NL: agosto 1979, luglio 1985
- Giocatore della settimana: 4

NL: 18 aprile 1982, 14 luglio 1985, 10 agosto 1986, 1º maggio 1988